# Ga Nishi-Jūitchōme
Ga Nishi-Jūitchōme (西11丁目駅) là nhà ga tàu điện ngầm nằm ở Chūō, Sapporo, Hokkaidō, Nhật Bản. Nhà ga được đánh số T08.

## Bố trí ga
| G                                     | Mặt đất                                         | Lối vào/Lối ra                         |
| Sân ga                                | Sân ga 1                                        | đi T09 Ōdōri (Hướng đi Shin-Sapporo) → |
| Sân ga đảo, cửa sẽ mở ở bên trái/phải |                                                 |                                        |
| Sân ga 2                              | ← đi T07 Nishi-Jūhatchōme (Hướng đi Miyanosawa) |                                        |

## Lịch sử
- 10 tháng 6 năm 1976: Nhà ga mở cửa cùng với thời điểm mở rộng Tuyến Tōzai từ Ga Kotoni đến Ga Shiroishi.[1]
- 18 tháng 12 năm 2008: Cửa chắn sân ga được lắp đặt và đưa vào sử dụng.[2]

## Xung quanh nhà ga
- Ga Chūō-Kuyakusho-Mae, Xe điện Sapporo
- Quốc lộ 230, (đến Setana)
- Đền Miyoshi
- Công viên Ōdōri

## Thống kê lượng hành khách
Theo Cục Giao thông vận tải Thành phố Sapporo, số lượng hành khách trung bình mỗi ngày trong năm tài chính 2020 là 12.528. Ga Nishi-Jūitchōme là nhà ga có lượng hành khách cao thứ ba trên Tuyến Tōzai chỉ sau ga Ōdōri và ga Shin-Sapporo.
| Năm  | Lượng hành khách trung bình mỗi ngày | Nguồn |
| ---- | ------------------------------------ | ----- |
| 2008 | 14,222                               | [ 3 ] |
| 2009 | 14,126                               | [ 3 ] |
| 2010 | 14,139                               | [ 3 ] |
| 2011 | 13,809                               | [ 3 ] |
| 2012 | 14,319                               | [ 3 ] |
| 2013 | 14,658                               | [ 3 ] |
| 2014 | 15,176                               | [ 4 ] |
| 2015 | 15,524                               | [ 5 ] |
| 2016 | 16,068                               | [ 5 ] |
| 2017 | 16,448                               | [ 5 ] |
| 2018 | 16,442                               | [ 6 ] |
| 2019 | 16,005                               | [ 6 ] |
| 2020 | 12,528                               | [ 7 ] |

## Hình ảnh

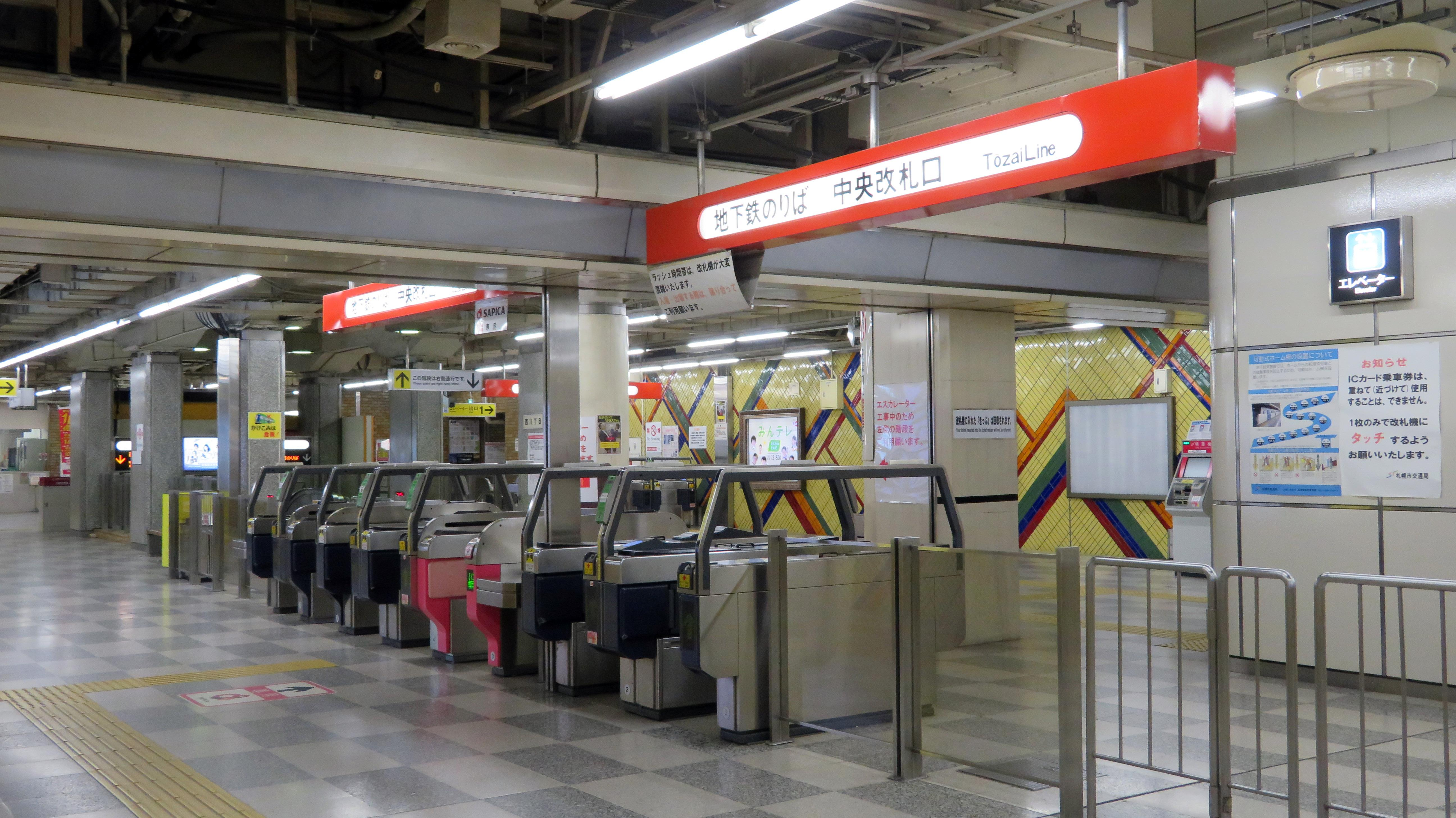
Cổng soát vé
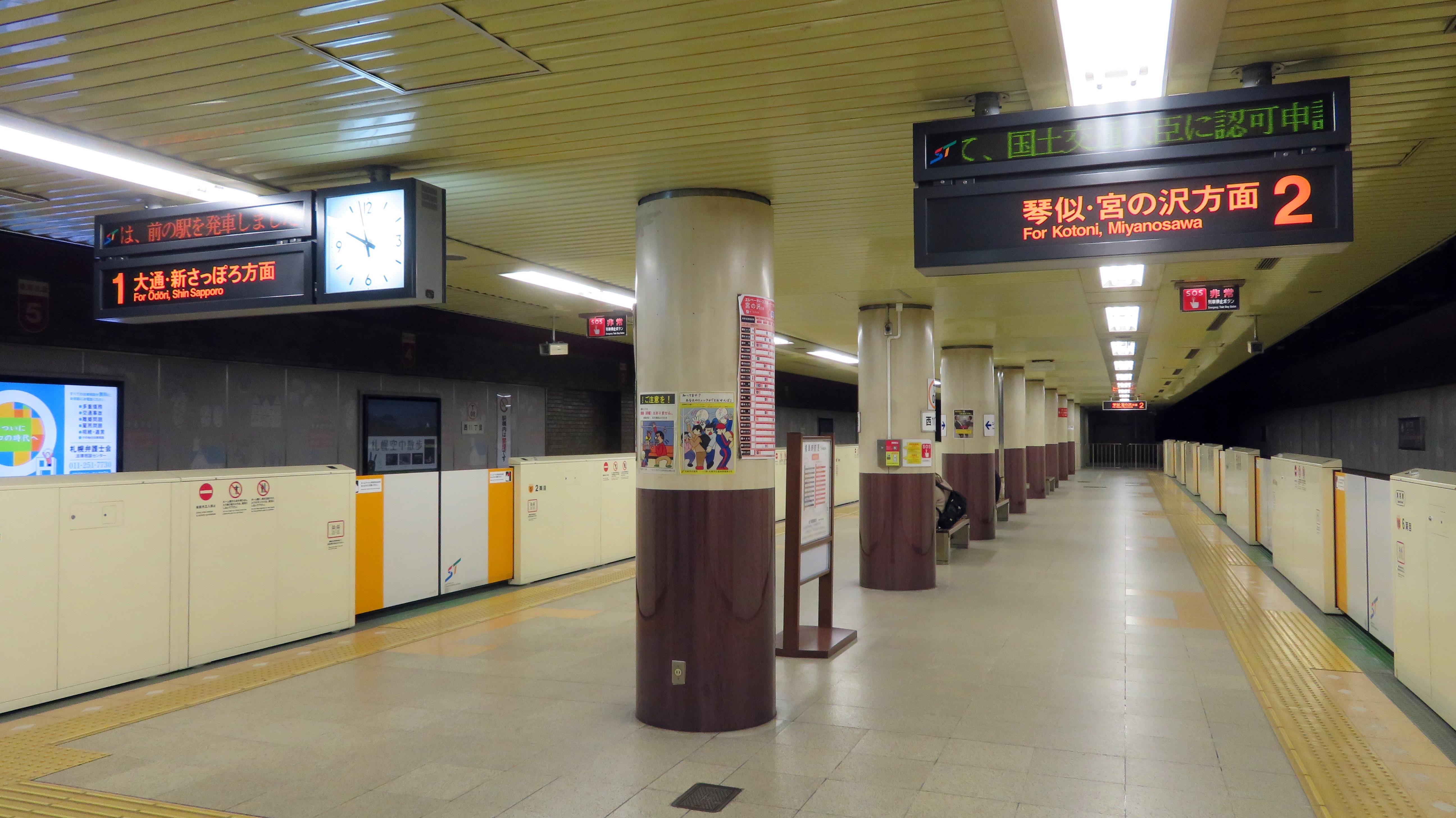
Sân ga
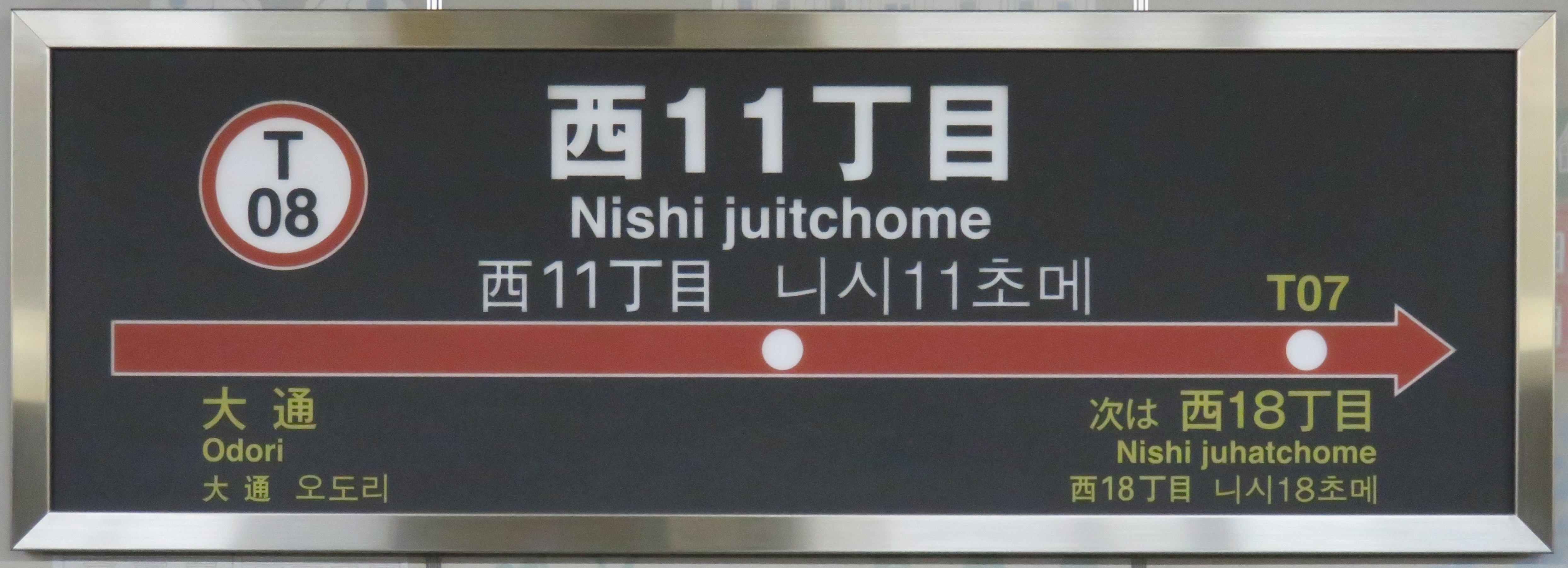
Biển tên của nhà ga